# Confronto fronteiriço entre Albânia e Iugoslávia
Os incidentes fronteiriços entre Albânia e Iugoslávia ocorreram entre abril e junho de 1999 entre as forças armadas da Albânia e o Exército de Libertação do Kosovo (KLA) contra o Exército da Iugoslávia, quando as forças iugoslavas bombardearam várias cidades fronteiriças albanesas em torno Krumë, Kukës e Tropojë no norte da Albânia. Nesses vilarejos, os refugiados e os rebeldes do Exército de Libertação do Kosovo estavam alojados após fugirem da Guerra do Kosovo, atravessando a fronteira para a Albânia. Em 13 de abril de 1999, a infantaria iugoslava entrou em território albanês para fechar uma área que foi utilizada pelo KLA para realizar ataques contra alvos iugoslavos.

## Contexto
Em 1998, a Guerra do Kosovo estoura e se transforma em uma guerra de independência; a Albânia é, então, considerada pelo governo iugoslavo como um apoio ativo para o financiamento do Exército de Libertação do Kosovo (KLA). As tensões entre os dois países inimigos em seguida degeneram em incidentes fronteiriços.

## Antecedentes
No início de 1998, a medida que as tensões aumentaram em Kosovo, tornou-se cada vez mais difícil para o exército albanês monitorar 140 quilômetros de fronteira do país com a República Federal da Iugoslávia e lidar com o fluxo constante de refugiados albaneses do Kosovo para o país.  As unidades do exército iugoslavo controlavam a fronteira ao longo de algumas áreas, mas geralmente dependiam do terreno montanhoso remoto  para fazer o seu trabalho por eles. Muitas unidades de fronteira iugoslavas sofriam com a falta de mão de obra, as guerras na Bósnia e Herzegovina e na Croácia teriam danificado seriamente seus recursos. A moral dos soldados estava baixa, a comida era de muito má qualidade, e peças de reposição para equipamentos e suprimentos do exército e da polícia eram difíceis de encontrar. 
Em particular, as autoridades albanesas estavam preocupadas com as tentativas por parte da Sérvia de implicar a Albânia como um apoiador do terrorismo.  O exército albanês tinha uma estimativa de 4.000-6.000 soldados e a Iugoslávia foi dito ter "pouca atenção" para os militares do país.
A Guerra do Kosovo foi um conflito entre o governo da República Federal da Iugoslávia e o Exército de Libertação do Kosovo (KLA). A guerra havia se expandido após o ataque a Prekaz que viu milhares de albaneses étnicos aderirem às fileiras do KLA. Mais de 500.000 refugiados albaneses fugiram para a Albânia para escapar de represálias do exército iugoslavo. Enquanto isso, o KLA passou a recrutar nos campos de refugiados. Houvera combate ao longo da fronteira entre a República Federal da Iugoslávia e a Albânia entre o KLA e as forças iugoslavas, onde as tropas do ELK haviam se infiltrado em Kosovo. A próxima incursão pela República Federal da Iugoslávia poderia ter sido em resposta às ações do KLA  na área, de acordo com a polícia albanesa. 

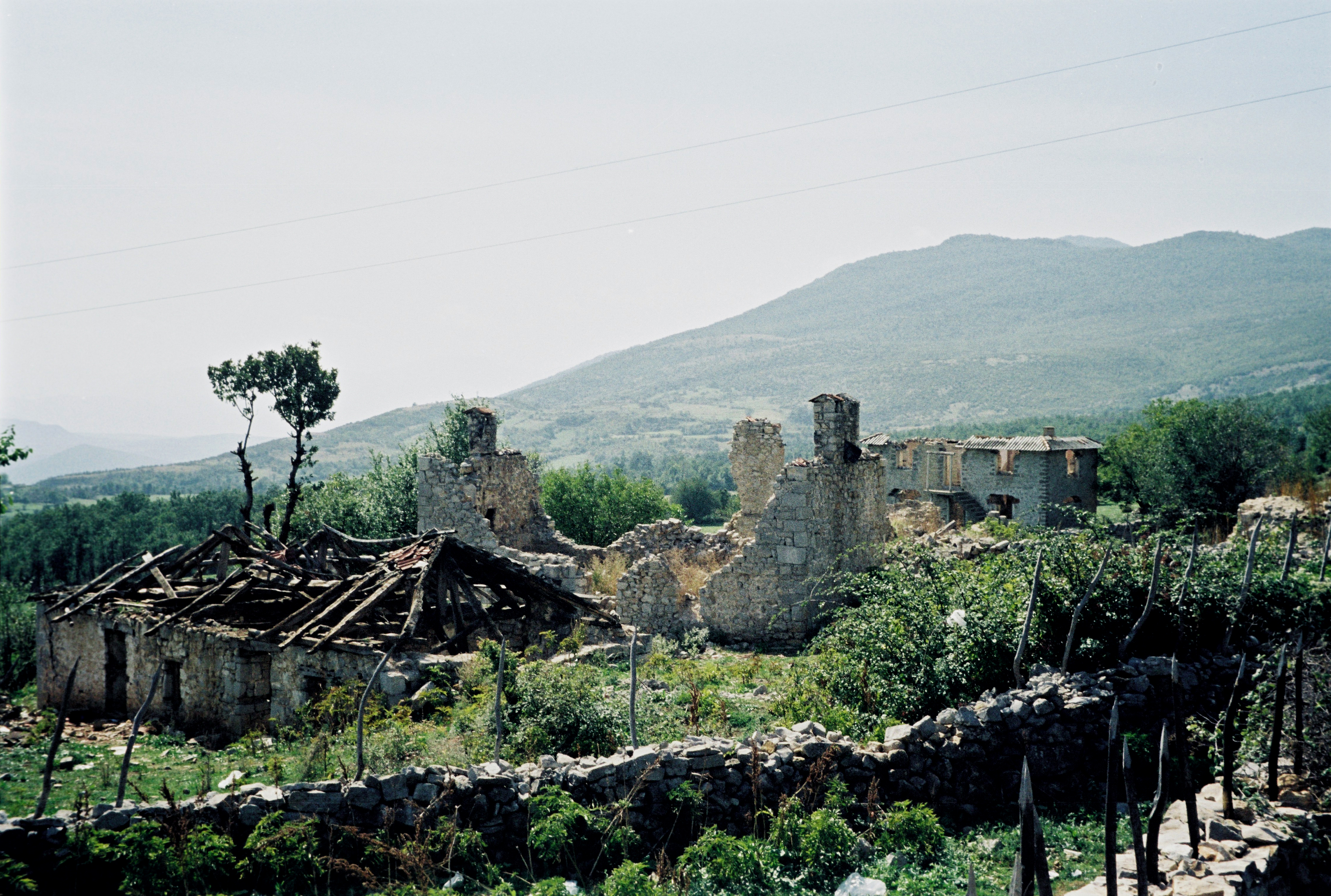
Ruínas nas proximidades de Morinë no vale Drin Branco, na fronteira entre a Albânia e o Kosovo.

As relações entre a República Federal da Iugoslávia e a Albânia foram tensas quando 300.000 albaneses haviam fugido para a própria Albânia. Os iugoslavos ficaram irritados pelo apoio da Albânia aos ataques aéreos da OTAN e o seu acolhimento de militantes do KLA. A Organização para a Segurança e Cooperação na Europa (OSCE) havia relatado incursões do exército iugoslavo anteriores em território albanês. A fronteira foi levemente defendida pelo exército albanês que foi ordenado a não atirar de volta depois de um ataque do exército iugoslavo. Um comandante do KLA informou que as forças rebeldes tinham cruzado em direção ao Kosovo, nas proximidades de Tropojë - um reduto do KLA - nos dias anteriores do ataque. 

## Incidentes
Em 13 de abril de 1999, a infantaria iugoslava entrou em território albanês para fechar uma área que foi utilizada pelo KLA para realizar ataques contra alvos iugoslavos.  Dessa forma, 50 soldados sérvios do 63.ª Batalhão de Paraquedistas cruzaram a fronteira com a Albânia, a fim de dar um golpe decisivo à logística do Exército de Libertação do Kosovo (KLA); eles avançaram cerca de 12,9 km em território albanês e conseguiram incendiar a aldeia de Kamenica antes de serem travados em Krumë e Kukës e pela resistência dos moradores albaneses defendendo suas aldeias a todo custo, inclusive sob tiros de morteiros.
O exército albanês foi implantado e começou a bombardear as posições iugoslavas com obuses, as forças iugoslavas então se retiram das duas aldeias. O exército albanês então continuou a bombardear as unidades iugoslavas, enquanto se retiravam para o outro lado da fronteira. No final, três soldados iugoslavos foram capturados e 38 foram mortos.
A partir de suas posições sobre o lado iugoslavo da fronteira, os soldados do exército iugoslavo dispararam pelo menos 10 morteiros na cidade de Krumë, onde centenas de refugiados albaneses étnicos e insurgentes do KLA estavam à procura de refúgio. O bombardeio ocorreu pouco antes da meia-noite, o que levou a um êxodo maciço para a cidade de Kukës, cerca de 10 quilômetros da fronteira kosovar-albanesa. 
Em 13 de maio de 1999, um MiG-29 da força aérea iugoslava consegue bombardear um acampamento militar do Exército de Libertação do Kosovo, embora acabe por ser abatido por uma bateria antiaérea do exército albanês.
Em 7 de junho de 1999, um novo incidente ocorre quando os elementos do exército iugoslavo bombardearam o vilarejo de Krumë, causando a fuga de mais de 1000 refugiados. A intervenção da aviação da OTAN irá pôr fim ao incidente.

## Reações
De acordo com as normas internacionais de guerra, a Albânia poderia ter declarado guerra contra a Iugoslávia quando paraquedistas cruzaram o território albanês. Apesar da Albânia e da Organização para a Segurança e Cooperação na Europa (OSCE) confirmarem a incursão de tropas sérvias no território da Albânia, a Iugoslávia negou que qualquer incursão tenha ocorrido.
- República Federal da Iugoslávia: O Ministério das Relações Exteriores negou qualquer incursão e acusou a Albânia de abrigar terroristas. Declarou que tropas aerotransportadas iugoslavas não entraram na Albânia. [17]
- Albânia: O Ministério das Relações Exteriores declarou que "as tropas de infantaria das forças sérvias penetraram até dois quilômetros no interior da Albânia após duas horas de bombardeio em nosso lado". [17] Em 18 de abril, a Albânia e a Iugoslávia romperam todas as relações diplomáticas. [1] [13]
- Turquia: O primeiro-ministro Bülent Ecevit declarou que "se for necessário, a Turquia defenderá junto com a Albânia a soberania e a independência do povo amigo e irmão da Albânia". [5]